# Most Kintai
Most Kintai (jap. 錦帯橋 Kintai-kyō) – historyczny łukowy most drewniany w mieście Iwakuni, w prefekturze Yamaguchi w Japonii.

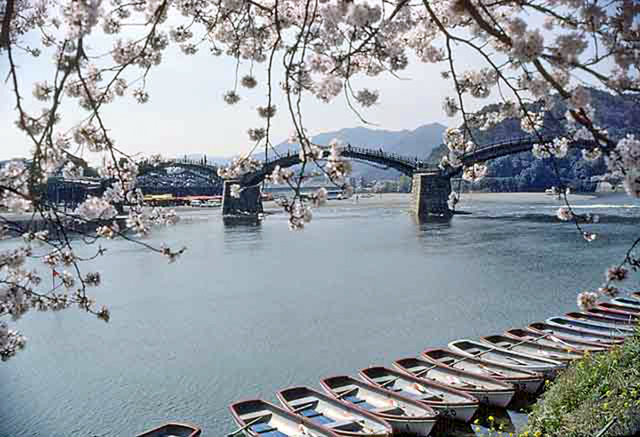
Most Kintai w okresie kwitnienia wiśni

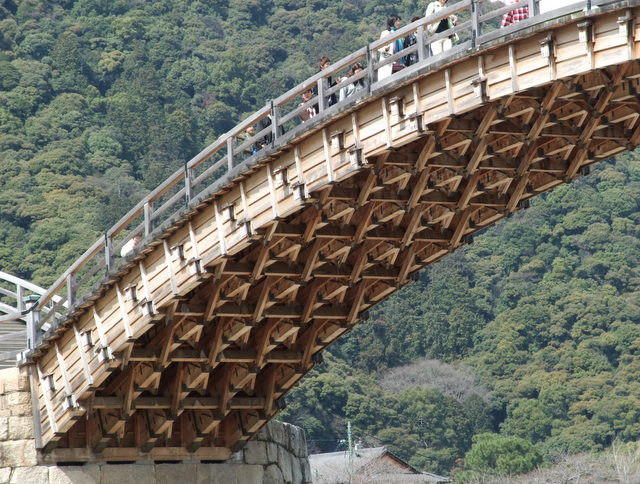
Most Kintai widziany od spodu

Most został zbudowany w 1673 roku, łącząc oba brzegi rzeki Nishiki pięcioma drewnianymi łukami. Znajduje się u podnóża góry Yokoyama, na której szczycie znajduje się zamek Iwakuni.
Park Kikkō, na którego terenie znajdują się most Kintai i zamek, jest jednym z najpopularniejszych rejonów turystycznych w Japonii, szczególnie w okresie kwitnienia wiśni (sakura) oraz jesiennej zmiany kolorów klonów japońskich (momiji). Park został uznany za skarb narodowy w 1922 roku.

## Historia
Po zakończeniu w 1601 roku budowy zamku przez pierwszego władcę Iwakuni, Hiroie Kikkawę, zbudowano serię drewnianych mostów. Wszystkie jednak uległy zniszczeniu przez powodzie przed powstaniem mostu Kintai.
Most Kintai został wybudowany w 1673 roku przez Hiroyoshiego Kikkawę, trzeciego władcę tych ziem. Konstrukcję oparto na kamiennych filarach, jednak nie uchroniło to mostu przed zniszczeniem w powodzi kolejnego roku. Po tym wydarzeniu filary zostały wzmocnione. Ustanowiono także specjalny podatek na utrzymanie mostu. „Utrzymanie” oznaczało okresową odbudowę mostu – trzy środkowe przęsła co 20 lat, przęsła skrajne co 40 lat. Dzięki temu most trwał nienaruszony aż do 1950 roku, kiedy uległ tajfunowi „Kijiya”. W tamtym okresie konstrukcja mostu była osłabiona, ponieważ w czasie II wojny światowej zaniechano przebudowy przęseł, a dodatkowo rok wcześniej jednostka amerykańskich marines stacjonująca w Iwakuni wydobyła duże ilości żwiru z brzegów rzeki, co spowodowało przyśpieszenie nurtu na tym odcinku rzeki. Most został odbudowany przy użyciu nieco odmiennej techniki w roku 1953. Użyto po raz pierwszy gwoździ, wykonanych ze stopu używanego także przy wykuwaniu tradycyjnych mieczy japońskich. Zrekonstruowany obiekt dotrwał do dziś, przechodząc remonty w latach 2001 i 2004.

## Architektura
Most zbudowany został z pięciu drewnianych łuków posadowionych na czterech kamiennych filarach i dwóch drewnianych na brzegach rzeki. Środkowe przęsła mają rozpiętość 35,1 m, a skrajne po 34,8 m. Cały most ma 175 m długości i 5 m szerokości.

### Konstrukcja oryginalna
Przez blisko trzysta lat konstruktorzy i restauratorzy mostu obywali się bez użycia gwoździ. Było to możliwe dzięki dokładnemu spasowaniu elementów drewnianych i łączeniu ich przy pomocy metalowych opasek. Główne elementy mostu zostały następnie pokryte miedzianą blachą.

### Ochrona przed powodziami
Kształt mostu zapewniał mu niezwykłą wytrzymałość od strony wierzchniej, lecz dużą podatność na uszkodzenia od spodu. Fala powodziowa mogłaby zmyć konstrukcję i ponieść ją z nurtem. W związku z tym kładka mostu jest konstrukcją „pływającą”, opartą na połączeniach wpustowych. Dzięki temu rozwiązaniu, przybrane wody mogą znieść jedynie kładkę, lecz oszczędzić konstrukcję nośną mostu.